# Rosario Weiss Zorrilla
Rosario Weiss Zorrilla (Madrid, 2 d'octubre de 1814 - Madrid, 31 de juliol de 1843) va ser una pintora espanyola del segle xix, fillola i deixebla de Francisco de Goya amb qui va compartir els últims anys de la seva vida el singular pintor aragonès. Dels seus dots artístics donen una idea per exemple els setanta-set dibuixos, conservats en la Hispanic Society i al principi atribuïts a Goya, que en 1956, José López-Rei va demostrar que eren de Rosario.

## Biografia
Filla de Leocadia Zorrilla i Galarza i -"segons els papers"- del joier jueu alemany establert a Madrid Isidoro Weiss, amb qui Leocadia s'havia casat en 1807.

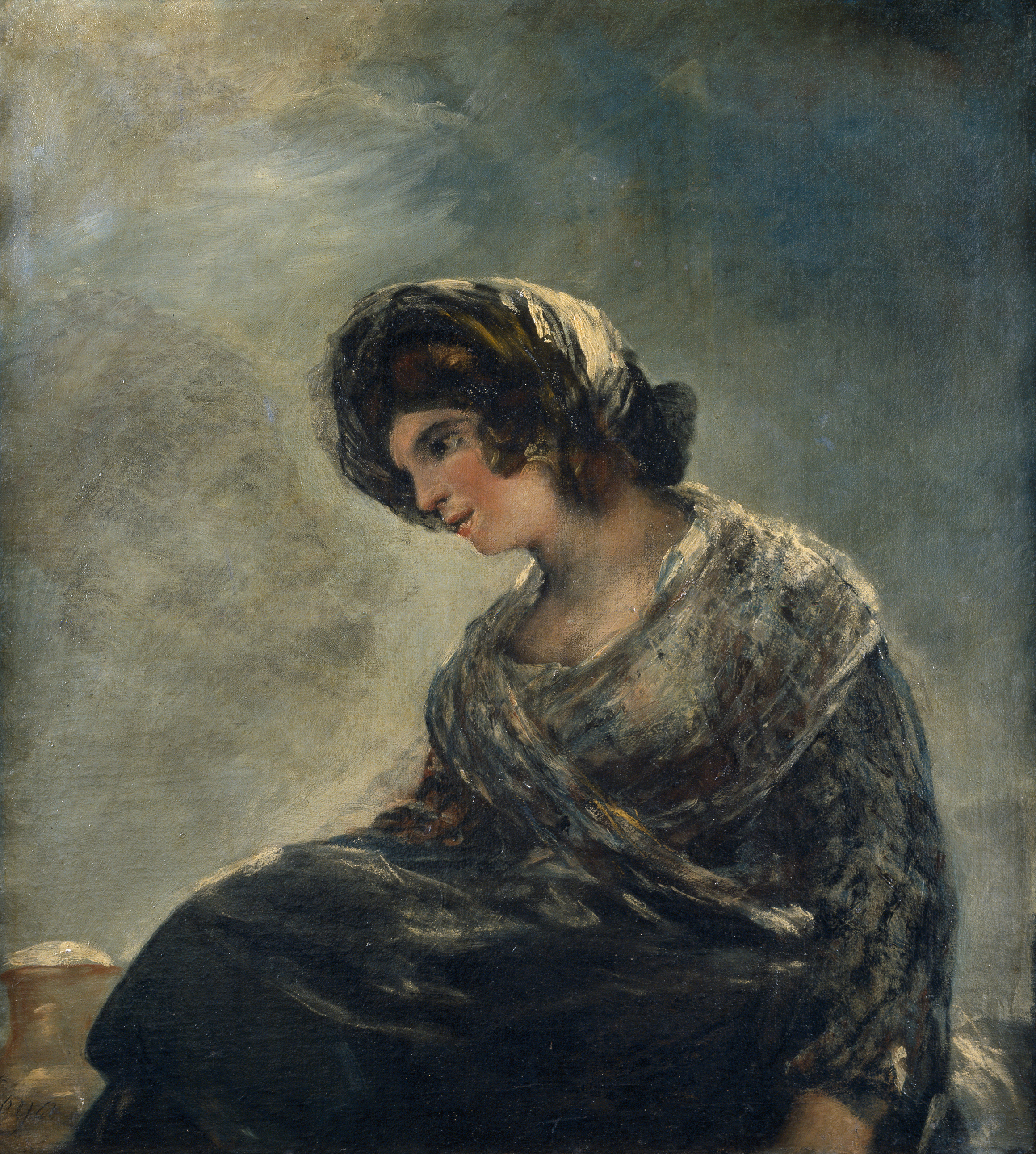
La lletera de Bordeus, atribuït a Goya cap a 1827, durant el seu exili a Bordeus, França, un any abans de la seva mort. Alguns especialistes i biògrafs han proposat la possibilitat que la retratada anés la seva fillola Rosario, amb qui va compartir els últims anys de la seva vida el singular pintor aragonès.

Ha quedat notícia que Goya va iniciar a Rosario en el dibuix quan amb prou feines tenia ella set anys, vivint encara a Madrid, i que als onze, ja a Bordeus, la va posar com a alumna d'un tal Vernet fabricador de papers pintats.
El mateix pintor, en una carta al seu amic el banquer Joaquín María Ferrer, resident a París, descrivia així a la seva pupil·la:
| «                                                     | Esta célebre criatura quiere aprender a pintar de miniatura, y yo también quiero, por ser el fenómeno tal vez mayor que habrá en el mundo de su edad hacer lo que hace; la acompañan cualidades muy apreciables como usted verá si me favorece en contribuir a ello; quisiera yo enviarla a París por algún tiempo, pero quisiera que usted la tuviera como si fuera hija mía ofreciéndole a usted la recompensa ya con mis obras o con mis haberes; le envío a Usted una pequeña señal de las cosas que hace... | » |
| — Francisco de Goya , Burdeos, 28 de novembre de 1824 | |   |

No se sap si l'entusiasme de Goya era sincer o influït per Leocadia, la mare de la jove promesa. En qualsevol cas, Ferrer no va contestar a la proposta de l'ancià mestre. Així, en 1827 Goya va posar a Rosario en mans del pintor Antoine Lacour que havia obert escola a Bordeus, encara que l'estil acadèmic del francès va satisfer poc el geni d'en Francisco.
Després de la mort de Goya el 17 d'abril de 1828, despatxada la família Weiss Zorrilla amb tirant generositat -doncs Leocadia i Javier, el fill del pintor, s'odiaven mútuament-, van tornar a Espanya al juny de 1833, amb l'amnistia que aquest any es va ordenar per als delictes contra Ferran VII, Ja a Madrid, mare i filla van salvar la situació de desemparament gràcies a les còpies que Rosario feia en el Museu del Prado d'obres de Murillo, Vicente López i altres autors, (doncs poca ajuda havien estat els mil francs que li havia donat Javier, l'únic fill supervivent de Goya i únic hereu nomenat en el seu testament "irrevocable" fet en 1811).
Esgotades les seves possibilitats en el Prado, Rosario va continuar la seva tasca en l'Acadèmia de San Fernando copiant obres per encàrrec de particulars, còpies que pintava sobre llenços vells que aconseguia amb l'ajuda del restaurador Serafín García de l'Horta, i que van poder arribar a haver estat venut com a originals per dita restaurador doncs va acabar prohibint-se-li l'entrada al palau dels ducs de San Fernando. La copista, no obstant això va continuar la seva carrera, ara participant en les exposicions organitzades pel Liceu Artístic i Literari.
Però la seva millor oportunitat de supervivència es va produir quan al juny de 1840 va ser acceptada Acadèmica de Mèrit de Sant Fernando i nomenada Mestra de Dibuix de les infantes Isabel i Luisa Fernanda, rebent un sou de vuit mil reals. És curiós la dada que ressenyen els seus biògrafs, que l'ocupació li va venir gràcies als amics liberals del seu germà, Guillermo Weiss -després del nomenament d'Espartero com Regenti del Regne i d'Agustín Argüelles com a Tutor de la Reina-, i no pel costat dels antics amics de Goya (com el referit banquer Joaquín María Ferrer o la marquesa de Santa Creu). En qualsevol cas, no sembla que les "Augustes menors" traguessin especial profit dels ensenyaments que els va poder donar Rosario.

### Mort de Rosario
Per l'informe del Mèdic-Cirurgià de la Reial Família del 31 de juliol de 1843, es coneixen algunes circumstàncies relacionades amb la imprevista mort de la jove artista a les seus 29 anys. Pel que sembla va ser víctima d'un profund i violent «xoc» o atac de pànic, sofert quan, sortint del Palau de donar les seves classes, es va trobar amb un motí popular l'endemà a la caiguda del general Espartero com regent. Un altre document important per fixar els últims anys de l'artista és la "encesa necrològica que li escrivís Juan Antonio Rascón, amic de la família a través de la seva amistat amb Guillermo Weiss.

## Obra
Diverses institucions guarden en els seus fons l'obra que ha anat apareixent i catalogant-se com feta per Rosario. Es conserven carpetes de dibuixos i litografies en Biblioteca Nacional d'Espanya, la biblioteca de la Reial Acadèmia Espanyola i en la Hispanic Society de Nova York. En la Reial Acadèmia hi ha dues pintures -una d'elles un altre autoretrat- i el Museu del Prado va comprar un dibuix en 2014. Una mostra del seu treball poden ser aquests exemples guardats en el Museu del Romanticisme.

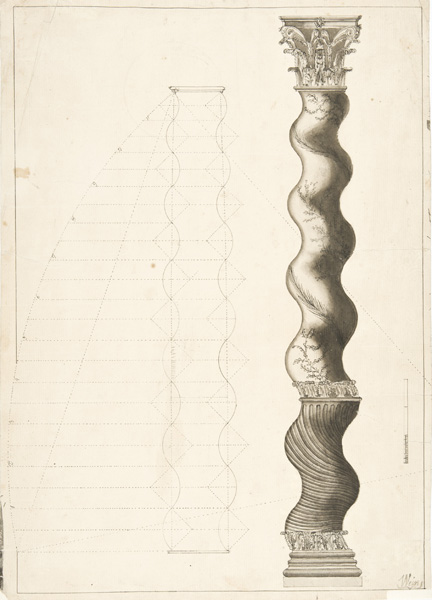
Estudi per a columna (ca. 1820-1843).
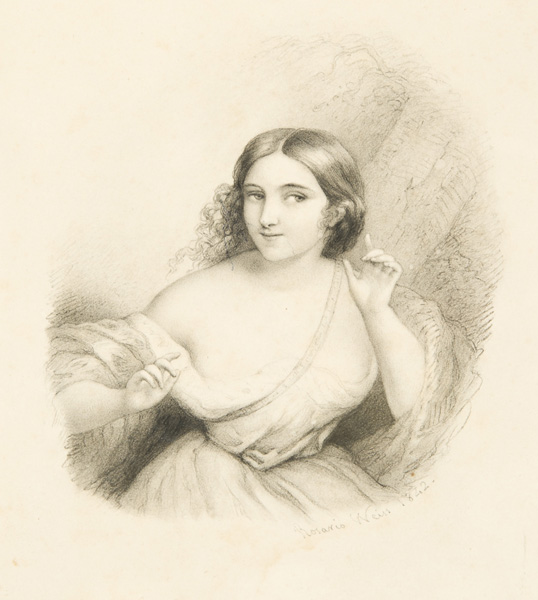
Al·legoria de l'Atenció (1842).
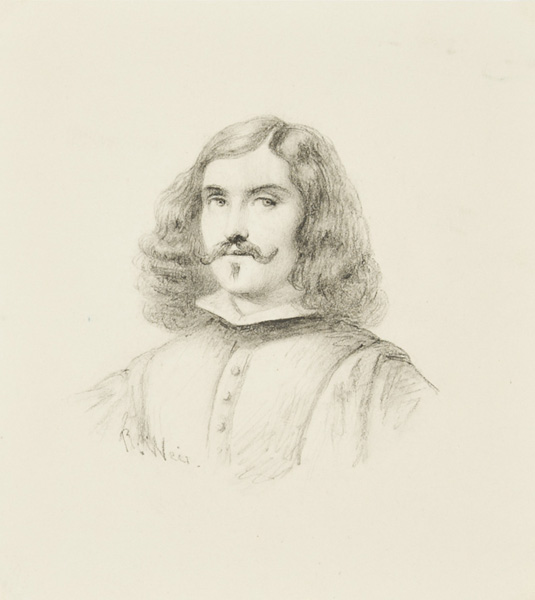
Caballero (ca. 1820-1843).